# Alte Synagoge Marienwerder (Westpreußen)
Koordinaten: 53° 44′ 0,6″ N, 18° 55′ 22,4″ O

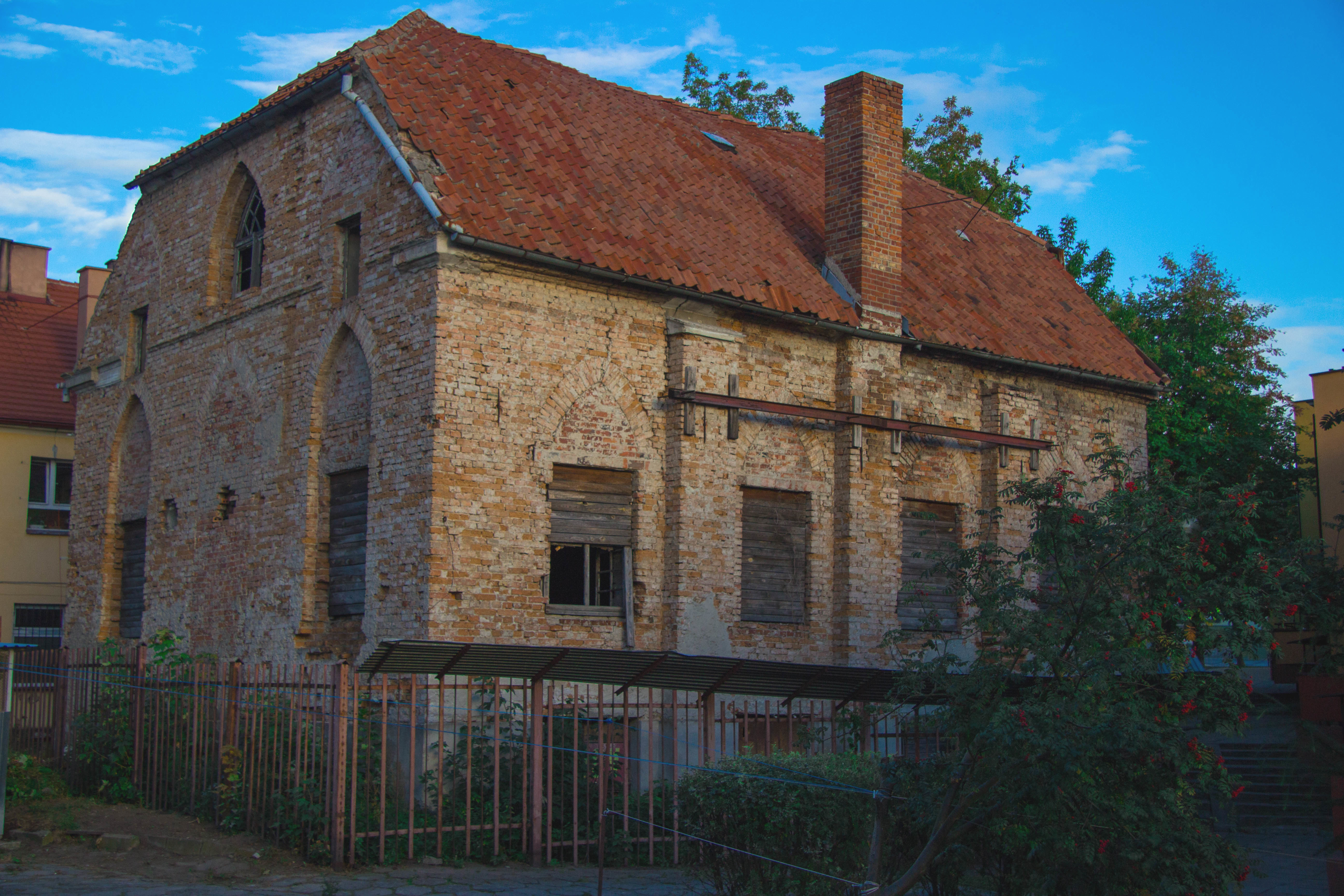
Alte Synagoge in Marienwerder (2012)

Die Alte Synagoge in Marienwerder (polnisch Kwidzyn), einer Stadt in der polnischen Woiwodschaft Pommern und Sitz des Powiats Kwidzyński, wurde von 1830 bis 1832 errichtet. Die profanierte Synagoge in der Mauernstraße ist ein geschütztes Kulturdenkmal. 
Im Jahr 1920 wurde die Neue Synagoge erbaut, die beim Novemberpogrom 1938 durch Brandstiftung von SA-Männern teilweise zerstört wurde.